# Massengrab

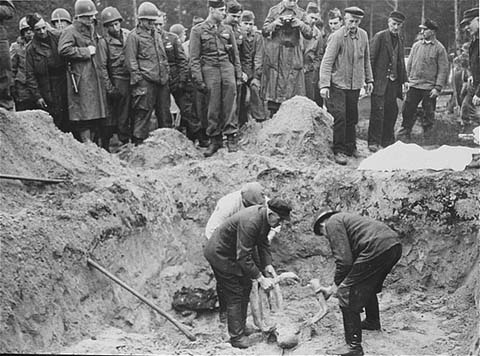
Öffnung eines Massengrabes in einem KZ-Außenlager durch US-amerikanische Streitkräfte

Ein Massengrab ist ein Grab, in dem mehrere bis viele Tote in der Regel anonymisiert bestattet sind. Massengräber werden bei verschiedenen Anlässen angelegt. Anders als bei Sammelgräbern sind zumeist die dort liegenden ohne eine genaue Zuordnung der Lage in der Begräbnisstätte sowie ohne die Rücksicht auf die individuelle Würde des Toten beerdigt. Gründe für die Bestattung in Massengräbern können die große Zahl von Toten sein, die möglichst rasch bestattet werden müssen, bevor die Verwesung einsetzt.

## Historisches
Massengräber sind bereits aus der Epoche der linearbandkeramischen Kultur vor rund 7000 Jahren bekannt, u. a. infolge des Massakers von Talheim, des Massakers von Kilianstädten und des Massakers von Schletz.
Bis in die Gegenwart entstehen Massengräber meist aufgrund besonderer Umstände, zu denen auch Krieg und Verbrechen zählen (siehe unten). Häufig werden die Orte von Massengräbern später als Gedenkstätten hergerichtet oder es wird versucht, die Opfer zu exhumieren und zu identifizieren, um ihnen eine individuelle Grabstätte geben zu können.

## Anlässe

### Gefallene und Kriegstote

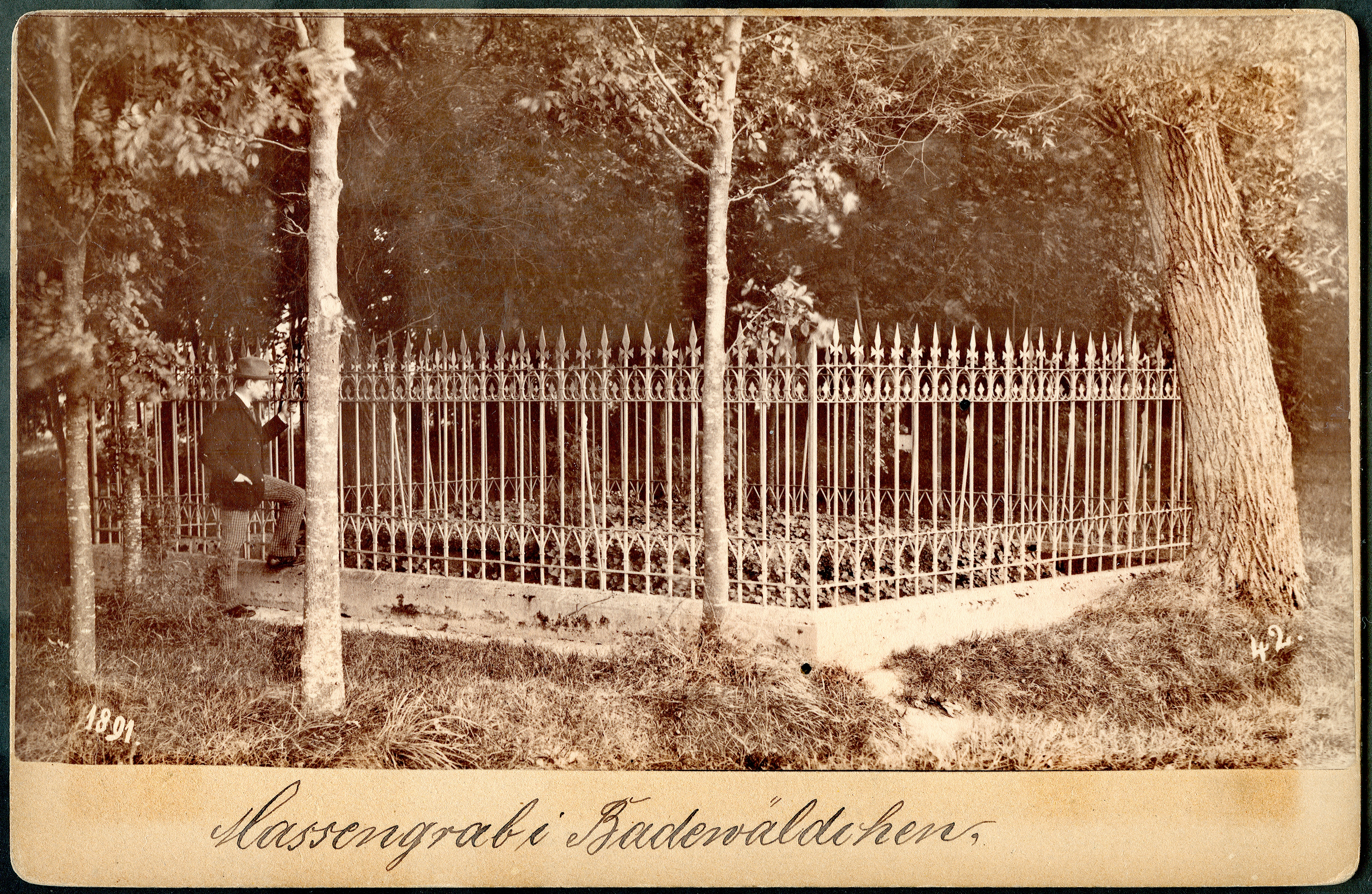
„Massengrab i[m] Badewäldchen“ für die Toten der Schlacht bei Langensalza (1866), Fotografie aus dem Jahr 1891

Die infolge einer Schlacht gefallenen Soldaten und getöteten Zivilisten wurden und werden meistens in Massengräbern beigesetzt. Die Bestattung erfolgt häufig durch ortsansässige Zivilisten.  In den bombardierten Städten des Zweiten Weltkriegs wurden die Opfer des Bombenkriegs sowohl individuell als auch in Massengräbern bestattet.

### Opfer von Massenmorden
Nach Massenmorden in totalitären Regimen werden die Opfer in Massengräbern beerdigt. Ein Beispiel sind die Massengräber in Butowo südlich von Moskau, einer Hinrichtungsstätte während der Zeit der „Großen Säuberung“ (1936–1938) in der Sowjetunion.
Auch bei Massakern in Kriegen und Bürgerkriegen werden Massengräber angelegt, wobei manchmal die zu Exekutierenden die Gräber selbst ausheben müssen. Diese Kriegsverbrechen werden oft erst Jahre später durch Aussagen von Entkommenen oder durch zufälliges Auffinden des Massengrabes für die Weltöffentlichkeit belegbar und ggf. für Gerichtsverfahren beweiskräftig dokumentiert. Die in Massengräbern verscharrten zivilen Mordopfer aus dem Spanischen Bürgerkrieg sind erst in jüngster Vergangenheit mit einer Vielzahl von Büchern zum Thema zeitgeschichtlich aufgearbeitet worden. Infolge der Franco-Diktatur gibt es in Spanien vermutlich tausende ungeöffnete Massengräber mit etwa 150.000 Toten, das Land weist die zweithöchste Anzahl an Verschwundenen weltweit auf. In Deutschland hat erst die durch viele Städte gehende erste Wehrmachtsausstellung (1995–1999) zu den Verbrechen der Wehrmacht auch jenseits der Fachkreise zu einer breiten Diskussion über die unzähligen Massaker im Zweiten Weltkrieg geführt. Die Wehrmacht hatte unter anderem in den besetzten Ländern Griechenland, Frankreich (Oradour) und Italien im Zuge von Racheaktionen die Bevölkerung ganzer Dörfer hingerichtet und die Opfer in Massengräbern verscharrt.
Ähnliche Gräuel sind zeitgeschichtlich in Ruanda, im Kongo und dem Sudan bekannt geworden. Ein Beispiel aus Europa sind die sogenannten „ethnischen Säuberungen“ in Bosnien, etwa in Srebrenica.

### Naturkatastrophen
Nach Naturkatastrophen werden oft Massengräber ausgehoben, um eine angebliche Seuchengefahr durch schnelle Bestattung zu bannen. Experten gehen davon aus, dass solche Gefahren heutzutage im Allgemeinen nicht bestehen. Die Weltgesundheitsorganisation hat hierzu in einem Handbuch festgestellt: „Leichen führen nach Naturkatastrophen nicht zu Epidemien.“ Die Pan American Health Organization (PAHO) geht davon aus, dass man bei guter Planung auf einen großen Teil der anonymen Massenbegräbnisse zugunsten individuellerer Formen verzichten kann.

### Epidemien

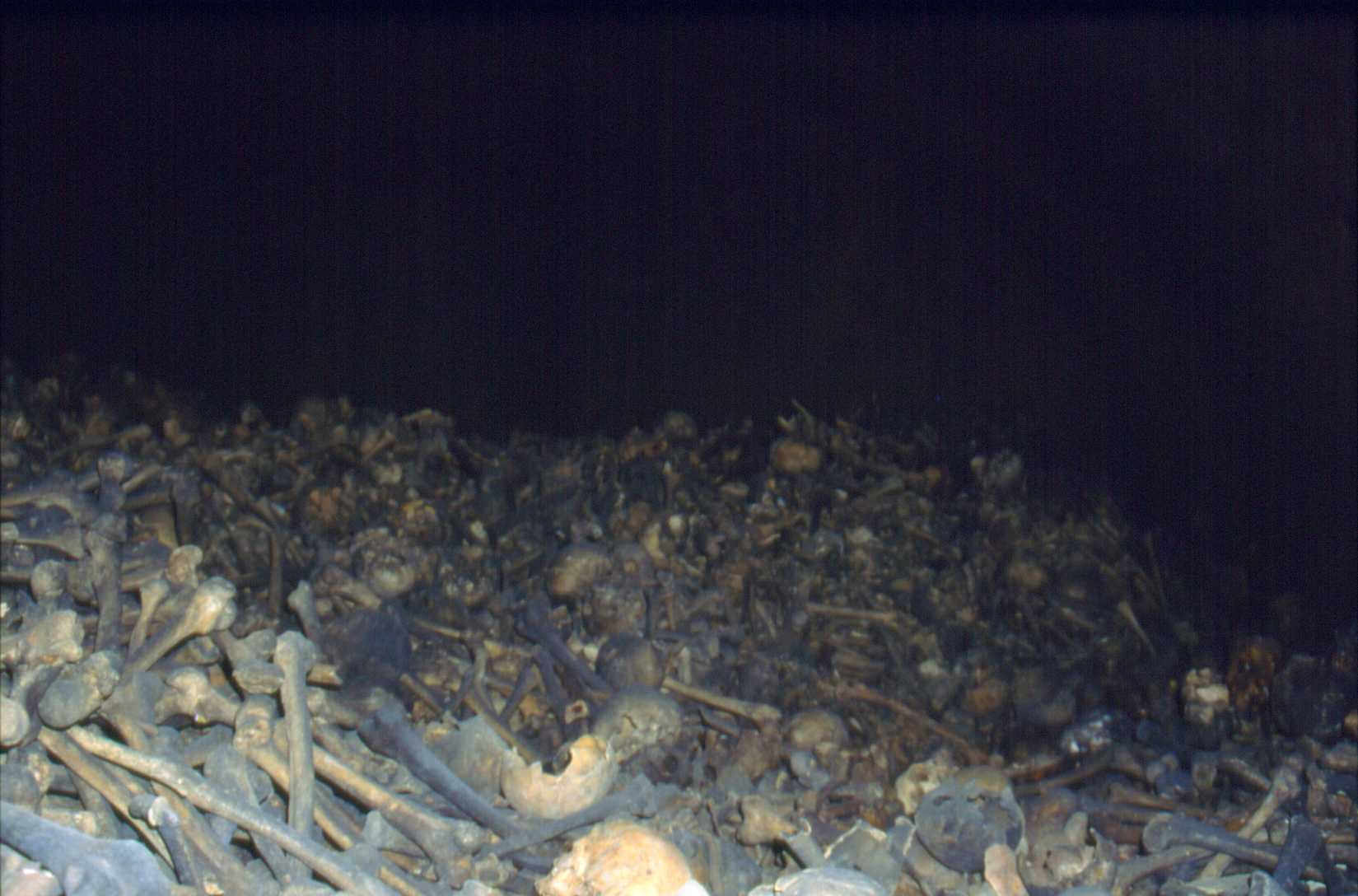
Pesttote im Untergrund von Wien

Beim Auftreten einer Epidemie kann es wie bei Naturkatastrophen zu einer schlagartigen Erhöhung der Todeszahlen kommen, welche nicht mit den (nicht auf eine in dieser Intensität auftretende Übersterblichkeit ausgerichteten) Kapazitäten des Bestattungswesens in ausreichender Geschwindigkeit abgearbeitet werden können. Beispiele hierfür wären Massengräber für die Opfer der Pest, der spanischen Grippe oder der COVID-19-Pandemie. So wurde während der Zeit der COVID-19-Pandemie in den Vereinigten Staaten beispielsweise ein Massengrab auf Hart Island für Tausende in New York verstorbene ausgehoben, wobei nicht bei allen überprüft wurde, ob sie tatsächlich in Folge bzw. an den Folgen einer Infektion mit COVID-19 starben.

### Bestattung armer Menschen
Da die Bestattung eines Menschen auf einem Friedhof mit materiellem sowie Arbeitsaufwand verbunden ist, wurden und werden Verstorbene ohne ausreichende Mittel manchmal in Massengräbern beerdigt.